# Mniobia punctata
Mniobia punctata är en hjuldjursart som beskrevs av Haigh 1963. Mniobia punctata ingår i släktet Mniobia och familjen Philodinidae. Inga underarter finns listade i Catalogue of Life.